# Nikolaj Pešalov
Nikolaj Pešalov (né le 30 mai 1970 à Pazardjik en Bulgarie) est un haltérophile croate champion olympique et champion du monde.
Il a commencé sa carrière sous la nationalité bulgare puis a émigré vers la Croatie et a concouru avec ses nouvelles couleurs à partir de 1998.
Il a obtenu deux médailles olympiques pour la Bulgarie (l'argent en 1992 et le bronze en 1996), puis apporté deux médailles dont un titre olympique en 2000 à la Croatie.

## Palmarès

### Jeux olympiques
- Médaille d'or en 62 kg aux Jeux de Sydney 2000 (pour la Croatie)
- Médaille d'argent aux Jeux de Barcelone 1992 (pour la Bulgarie)
- Médaille de bronze en 59 kg aux Jeux d'Atlanta 1996 (pour la Bulgarie)
- Médaille de bronze en 69 kg aux Jeux d'Athènes 2004 (pour la Croatie)

### Championnats du monde
Il a gagné trois titres de champion du monde (1990, 1993 et 1994).

### Championnats d'Europe
Pešalov a remporté six fois les Championnats d'Europe pour la Bulgarie de 1991 à 1997 et deux fois pour la Croatie en 2000 et 2001.